# ファウスト (バンド)
ファウスト (Faust) は、ドイツ出身のクラウトロック・バンド。
1970年代に同国で盛んであった実験音楽のグループ。本国よりもイギリスで高く評価され、インダストリアルやノイズミュージック源流の一つとされている。一度解散したが、1990年代から再始動を果たした。バンド名はドイツ語で「拳骨」の意味。

## 概要
「ファウスト」は、同国の音楽ジャーナリストとしてキャリアのあったウーヴェ・ネテルベック（Uwe Nettelbeck）が、ウェルナー・ディーアマイアーやジャン＝エルヴェ・ペロンら6人の若いミュージシャンを集って発足したのが始まり。ネテルベックはバンドのプロデューサー・マネージャー・コンセプトデザイナー・作詞者といった裏方で、重要な役割を果たした。
1971年、カンやアモン・デュールなどのドイツのバンドが英米などでも人気となり、クラウトロックへの投機的価値が高まっていた中、ネテルベックはポリドールとの契約において制作費込みで約30万マルクという破格の契約金を勝ち取った。そしてバンド・メンバーと共に北ドイツ・ヴュンメの廃校にこもり、幾多のセッションを録音した。
同年秋、セルフタイトルの1stアルバムを発表。透明のプラスチックジャケットに拳骨のレントゲン写真をプリントし、透明のディスクを収めるという凝ったデザインを施したアルバムだったが（コンセプチュアル・アートとの関連を想起させる）、ドイツ国内で1000枚も売れなかったという。翌1972年、黒ずくめのジャケットに楽曲ごとのコンセプト・イラストを収めた2ndアルバム『ソー・ファー』を出したが、これも商業的不成功に終わり、ポリドールとの契約は終了する。
その後、イギリスの新興レーベル「ヴァージン・レコード」と契約、1973年に未発表曲を絶妙にコラージュした3rdアルバム『テープス』をシングル盤と同じ値段で発売した。これはイギリスのLPチャートのトップ10に入るヒットとなった。ただしメンバーは「これはデモテープであり、作品として受け止めないでほしい」と訴えていた。
その後アメリカの実験映画作家のトニー・コンラッド（白と黒の駒だけで作った『フリッカー』（1965年）が有名）との共作アルバムを発表したのち、4thアルバム『IV（廃墟と青空）』（1973年）を発表。このアルバムも商業的不成功に終わり、ヴァージンとの契約も終了、長い沈黙の期間に入る。しかしその間もレコメンデッド・レコードのサポートにより、細く長く作品を流通し続けた。
再結成後
1990年代に入ってから、ハンス・ヨアヒム・イルムラー、ヴェルナー・ディーアマイアー、ジャン＝エルヴェ・ペロンのラインナップで再始動を果たす。1998年に初来日公演。

1994年、21年ぶりのオリジナル・アルバム『Rien』を発表。1996年には自主レーベル「Klangbad」を設立し、翌年にアルバム『You Know FaUSt』をリリースした。

2007年1月23日、ジャン＝エルヴェのウェブサイトで、創設者ウーヴェ・ネテルベックが同年1月17日に逝去したことが伝えられた。翌2008年に10年ぶりの来日公演。

2016年、復活した同郷のアヴァン・ポップグループ「スラップ・ハッピー」と久々に共演し、共にツアーで回る。

## 備考補足
イギリスのカンタベリー・ミュージック・シーンとのつながり、とくに「スラップ・ハッピー」との交流はよく知られている。沈黙中に幾多の「伝説」が流布されている。「最後のコンサートではメンバーがステージ上で卓球をしただけで終わった」というものもある（実際は「シンセに接続されたピンボール・マシンが曲に合わせてピコピコ・ピヨーンと演奏された」。『テープス』CDライナーより）。ただこうした「伝説」がそのミステリアスでユーモラスな音楽性とも合致し、彼らの神格化に寄与したことは否めない。

## メンバー

### 現ラインナップ
- ウェルナー・ディーアマイアー (Werner "Zappi" Diermaier) - ドラムス
- ジャン＝エルヴェ・ペロン (Jean-Hervé Péron) - ベース/ギター

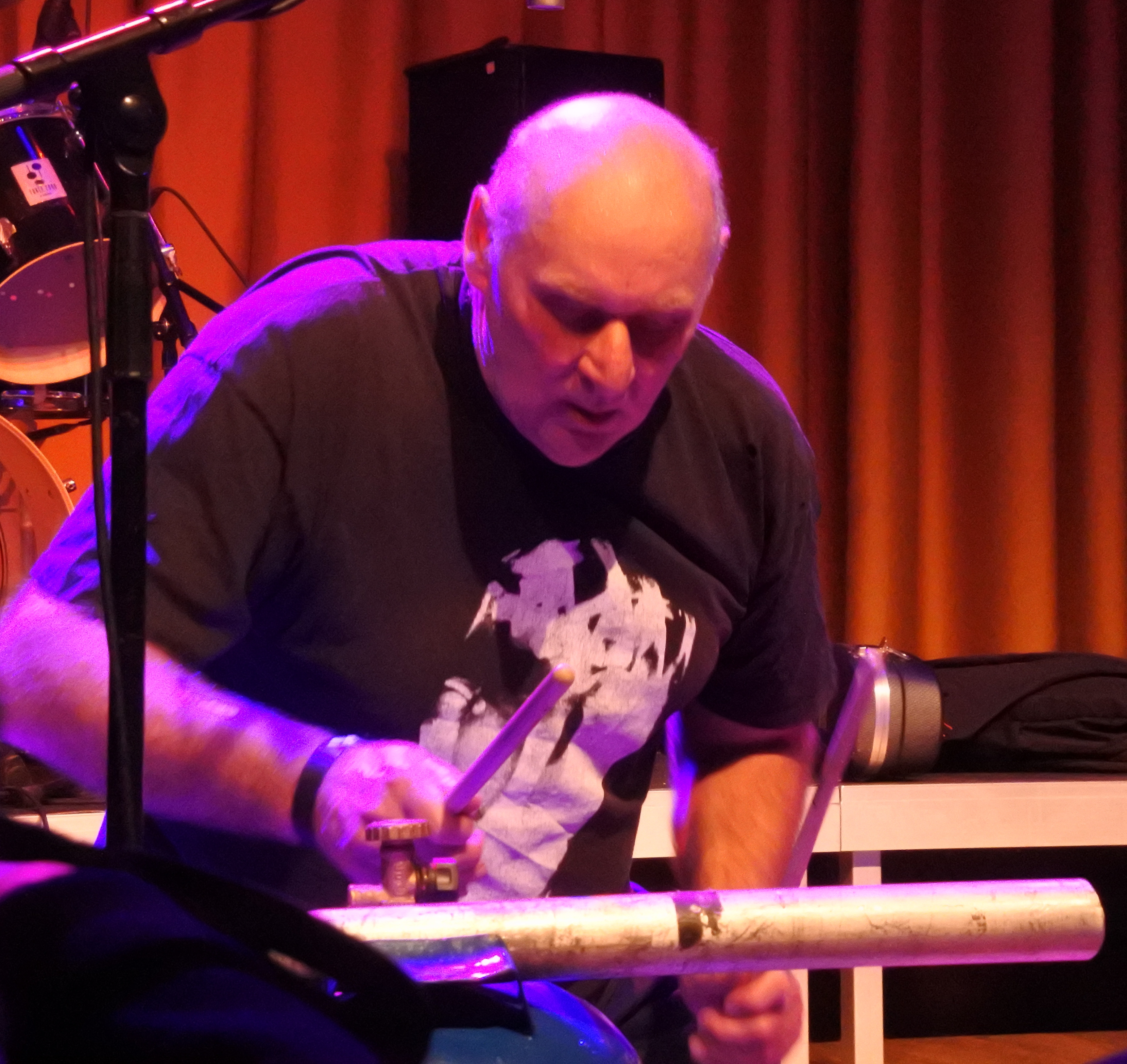
ウェルナー・ディーアマイアー(Ds) 2016年
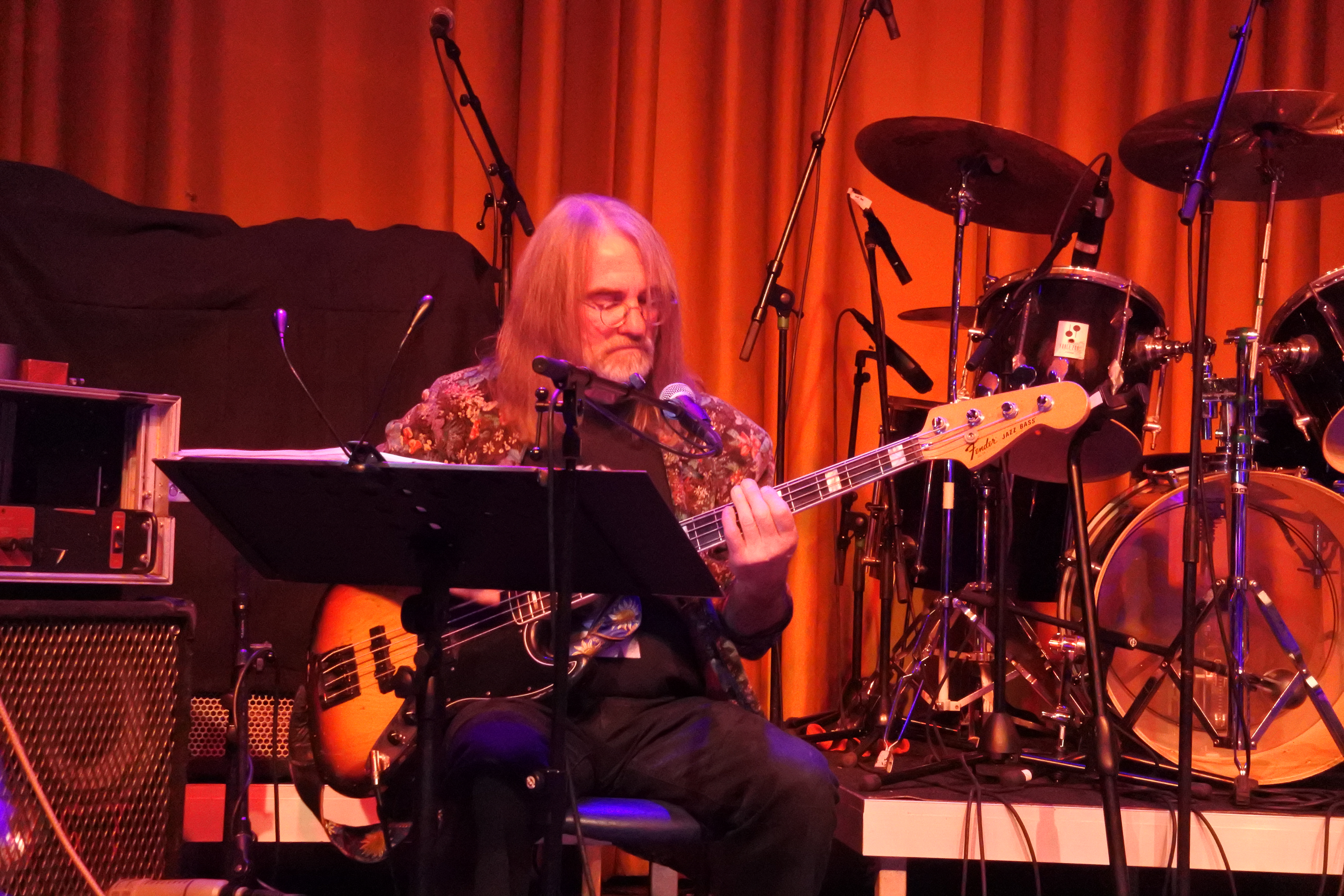
ジャン＝エルヴェ・ペロン(B) 2016年

### 旧メンバー
- ハンス・ヨアヒム・イルムラー (Hans Joachim Irmler) - キーボード
- ルドルフ・ゾスナ (Rudolf Sosna) - ギター
- グンター・ビュストフ (Gunther Wüsthoff) - サクソフォーン
- アルヌルフ・マイフェルト (Arnulf Meifert) - ドラムス

## ディスコグラフィ

### スタジオ・アルバム
- 『ファースト・アルバム』 - Faust (1971年)
- 『ソー・ファー』 - Faust So Far (1972年)
- 『テープス』 - The Faust Tapes (1973年)
- 『IV（廃墟と青空）』 - Faust IV (1973年)
- Rien (1994年)
- You Know FaUSt (1997年)
- Faust Wakes Nosferatu (1997年)
- 『ラヴィヴァンド』 - Ravvivando (1999年)
- 『セ・コン...コン...コンプリケ』 - C'est Com...Com...Complique (2009年)
- Faust Is Last (2010年)　※Hans Joachim Irmler's Faust名義
- 『サムシング・ダーティ』 - Something Dirty (2011年)
- J US t (2014年)[3]
- Fresh Air (2017年)
- "Daumenbruch" (2022年)

### ライブ・アルバム
- The Faust Concerts Vol.1 (1994年)
- The Faust Concerts Vol.2 (1994年)
- Edinburgh 1997 (1997年)
- The Land Of Ukko&Rauni (2000年)
- Kleine Welt (Live) (2008年)
- Schiphorst 2008 (2009年)

### コラボレーション・アルバム
- Outside the Dream Syndicate (1973年) ※with トニー・コンラッド
- Derbe Respect, Alder (2004年) ※with Dälek
- Outside the Dream Syndicate Alive (2005年) ※with トニー・コンラッド
- 『ディスコネクテッド』 - Disconnected (2007年) ※with ナース・ウィズ・ウーンド
- Poison Is (Not) the Word (2012年) ※Jean-Herve Peron collaboration with THEME and Zsolt Sores
- ...Live at Clouds Hill (Vinylbox #3)  (2013年) ※with オマー・ロドリゲス・ロペス

### 編集盤
- Munich and Elsewhere (1986年)
- The Last LP: Faust Party No. 3, 1971–1972 (1988年)
- 『71分』 - 71 Minutes of Faust (1988年)
- Untitled (1996年)
- 『ファウストボックス』 - Faust/Faust So Far (2000年)
- 『ファウスト・ボックス・ヴュンメ・イヤーズ1970-73』 - The Wumme Years: 1970–1973 (2000年)
- 『BBCセッションズ＋』 - BBC Sessions + (2001年)
- 1971-1974 (2021年)

## 参考図書
- 明石政紀 『ドイツのロック音楽』、水声社、1997年 ISBN 4891763493
- 大鷹俊一監修 『ヤング・パーソンズ・ガイド・トゥ・プログレッシヴ・ロック』、音楽之友社、1999年 ISBN 4276960738
- rock magazine 04 "THE BIBLE"、ロックマガジン社、1981年。